# Manus Vrauwdeunt
Hermanus Lodevicus Willebrordus Vrauwdeunt, também conhecido como Manus Wrauwdeunt (Roterdã, 29 de abril de 1915 — 8 de junho de 1982) foi um jogador de futebol neerlandês que jogou nas posições de meio-campista e atacante.

## Carreira
Wrauwdeunt jogou toda sua carreira pelo Feyenoord Rotterdam, e jogou apenas uma partida pela Seleção dos Países Baixos, contra a Suíça (vitória por 2x1), em 7 de março de 1937.
Chegou a ser convocado para a Copa do Mundo FIFA de 1934, sendo o jogador mais jovem a ser convocado, embora não tenha jogado nenhuma partida.Jan Graafland fez parte do elenco da Seleção Neerlandesa de Futebol que disputou a Copa do Mundo de 1934.

## Ligações Externas
- Perfil em Fifa.com (em inglês)